# Halvöppen främre orundad vokal
Halvöppen främre orundad vokal är ett språkljud. Symbolen för ljudet i det internationella fonetiska alfabetet är [æ]. Svenskans /ä/ uttalas som [æ] när det står före ett /r/ annars uttalas det något slutnare.